# Bedrag (tv-serie)
 For alternative betydninger, se Bedrag (flertydig). (Se også artikler, som begynder med Bedrag)
Bedrag er en tv-serie om økonomisk kriminalitet. Den er foreløbig blevet sendt i tre "sæsoner". De to første sæsoner blev vist i 2016 på DR1, hver i 10 episoder, mens den tredje sæson havde premiere i 2019.
Jeppe Gjervig Gram (Borgen) er ledende manuskriptforfatter og Per Fly er ledende instruktør. Serien fokuserer på de forandringer, der sker i menneskers liv, når ambitioner og grådighed er styrende faktorer. Disse faktorer påvirker alle sociale lag og deres relationer til familie og venner. Nikolaj Lie Kaas, Thomas Bo Larsen, Natalie Madueño og Esben Smed har hovedrollerne i seriens første 10 episoder. I større biroller ses bl.a. Waage Sandø, Line Kruse og Stine Stengade. Verdenspremieren fandt sted under filmfestivalen i Berlin i februar 2015 under titlen Follow the money,, men den fik først premiere på dansk TV i januar 2016.
Serien er en efterfølger til DRs succeser med Forbrydelsen og Broen, men adskiller sig fra disse ved at være mere howdunit end whodunit. Jeppe Gjervig Gram har udtalt, at serien er inspireret af finanskrisen og Per Fly har især været optaget af, at serien fokuserer på "beskrivelsen af de tre samfundsklasser med en økonomisk kriminalsag som motor for historien".
Instruktør Per Fly bekræftede allerede inden sæsonafslutningen på første sæson, at der ville komme en ny sæson af Bedrag til efteråret 2016.

## Synopsis

### Sæson 2
Anden sæson havde premiere i september 2016 og det blev tidligt afsløret, at storbanken Nova Banks investor, "Hr. Christensen" er den store skurk og bagmand. Via sin lejemorder, Bo Peterson "svenskeren", får han engageret Nicky som "tough guy", der blandt andet er tæt på at udløse en abort under et indbrud. Svenskeren selv begår drab på stribe. Nikolaj Lie Kaas "Alexander Sødergren" er gået under jorden, og i stedet er det Sonja Richter og David Dencik, der spiller et søskendepar. som har sikret Absalon Bank en rolle som medspiller på de finansielle markeder, der indfanges af storbankens manipulationer.

## Medvirkende
- Natalie Madueño som Claudia Moreno (sæson 1-2)
- Thomas Bo Larsen som Mads Justesen (sæson 1-2)
- Esben Smed som Nicky Rasmussen (sæson 1-3)
- Lucas Hansen som Bimse (sæson 1-2)
- Julie Grundtvig Wester som Lina
- Thomas Hwan som Alf Rybjerg (sæson 1-3)
- Nikolaj Lie Kaas som Alexander Sødergren (sæson 1)
- Anders Heinrichsen som Jens Kristian (sæson 1-2)
- Charlotte Munck som Mia Hermansen (sæson 1)
- Sonja Richter som Amanda Absalonsen (sæson 2)
- David Dencik som  Simon Absalonsen (sæson 2)
- Niels-Martin Eriksen som Erik (sæson 1)
- Line Kruse som Kristina
- Kasper Leisner som Steen
- Waage Sandø som  Hr. Christensen (sæson 1-2)
- Claes Ljungmark som Bo Peterson "svenskeren" (sæson 1-2)
- Braxtorps Kenzie (Border Collie) som Hunden Batista (sæson 1)

## Afsnit
| Sæson | Sæson | Afsnit | Oprindelig sendt   | Oprindelig sendt  | DVD og Blu-Ray-udgivelsesdato               | DVD og Blu-Ray-udgivelsesdato |
| Sæson | Sæson | Afsnit | Start              | Slut              | Region 2 og 4                               | Diske                         |
| ----- | ----- | ------ | ------------------ | ----------------- | ------------------------------------------- | ----------------------------- |
|       | 1     | 10     | 1. januar 2016     | 28. februar 2016  | Danmark: 28. april 2016 UK: 22. juni 2016   | 4                             |
|       | 2     | 10     | 25. september 2016 | 27. november 2016 | Danmark: 2. februar 2017 UK: 10. april 2017 | 4                             |
|       | 3     | 10     | 6. januar 2019     | 10. marts 2019    |                                             |                               |